# 黒石駅 (青森県)
黒石駅（くろいしえき）は、青森県黒石市にある、弘南鉄道弘南線の駅である。駅番号はKK 13。
同線の終着駅である。
なお、当地にはかつて、弘南鉄道の黒石駅とは別に国鉄黒石線黒石駅が存在し、両駅は隣接していた。この項では、一部国鉄黒石駅についても合わせて述べる。

## 歴史
当地で先に開業したのは黒石線であり、駅開設も国鉄黒石駅が先で、後から到達した弘南鉄道の駅は当初弘南黒石駅を名乗った。国鉄黒石線が弘南鉄道に譲渡された際、弘南黒石駅へ統合することとなり、（国鉄）黒石駅は廃止された。その後に弘南黒石駅が黒石駅へ改称している。

### 年表

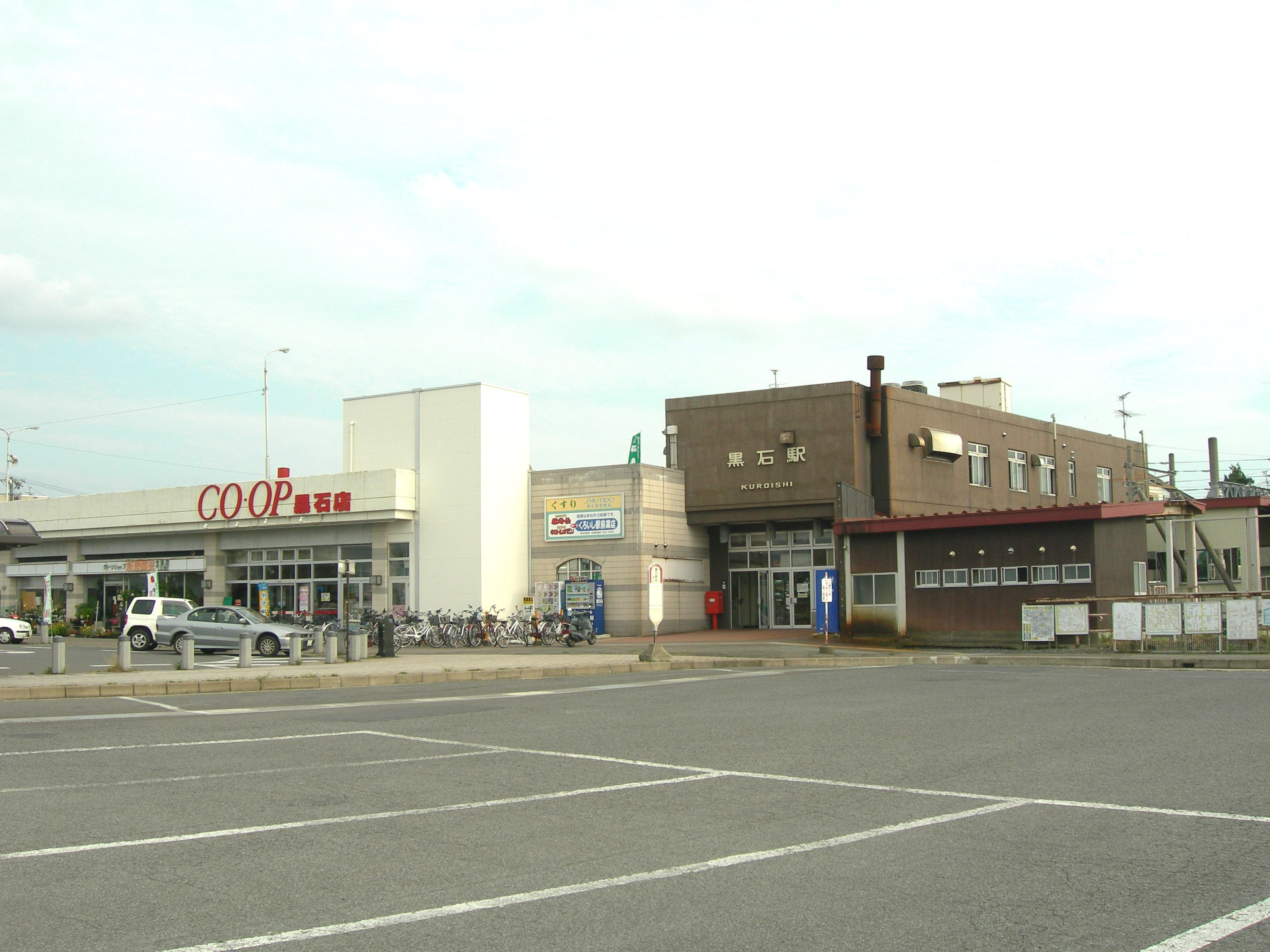
隣接してコープの店舗があった頃の駅舎（2010年8月）

- 1912年（大正元年）8月15日：鉄道院黒石軽便線の黒石駅が開設[3]。
- 1936年（昭和11年）4月14日：国鉄黒石駅改築落成[4]。
- 1950年（昭和25年）7月1日：弘南鉄道の弘南黒石駅が開設[1]。
- 1984年（昭和59年）
  - 1月31日：国鉄黒石駅の荷物扱い廃止[5]。
  - 11月1日：日本国有鉄道黒石線が弘南鉄道へ転換[1]。弘南黒石駅への連絡線を建設して国鉄黒石駅廃止、弘南黒石駅に統合[1]。業務委託駅化、自動券売機新設。
- 1986年（昭和61年）4月1日：駅舎新築。駅名も弘南黒石駅から黒石駅に改称[1][2]。
- 1998年（平成10年）4月1日：黒石線廃止[1]。

## 駅構造
頭端式1面2線の地上駅。ほとんどの列車は1番線から発車する。
黒石線が乗り入れていた時代は2面4線の形態で4番線に発着。3番線は留置線扱いだった。構内には黒石線の車両が使用した検車庫がそのまま残されている。
2014年（平成26年）現在、黒石線車両が使用した給油スタンドは撤去され、駐輪場となっている他、黒石線ホームは自由に立入可能となっている。また、ホームの一部もトイレ増設に伴い、改良されている。
のりば
| 番線 | 路線    | 行先     |
| ---- | ------- | -------- |
| 1・2 | ■弘南線 | 弘前方面 |

備考
- 社員配置駅。出札窓口と自動券売機が1台設置されている。
- かつての国鉄黒石駅は、現在の駅の北側に数十mの位置に併行して存在していた。1面1線で駅舎はホームに直結していた。他に機回り線や貨物ホームがあった。廃止後駅施設は解体され、区画整理を経て葬儀場や住宅が建てられた。

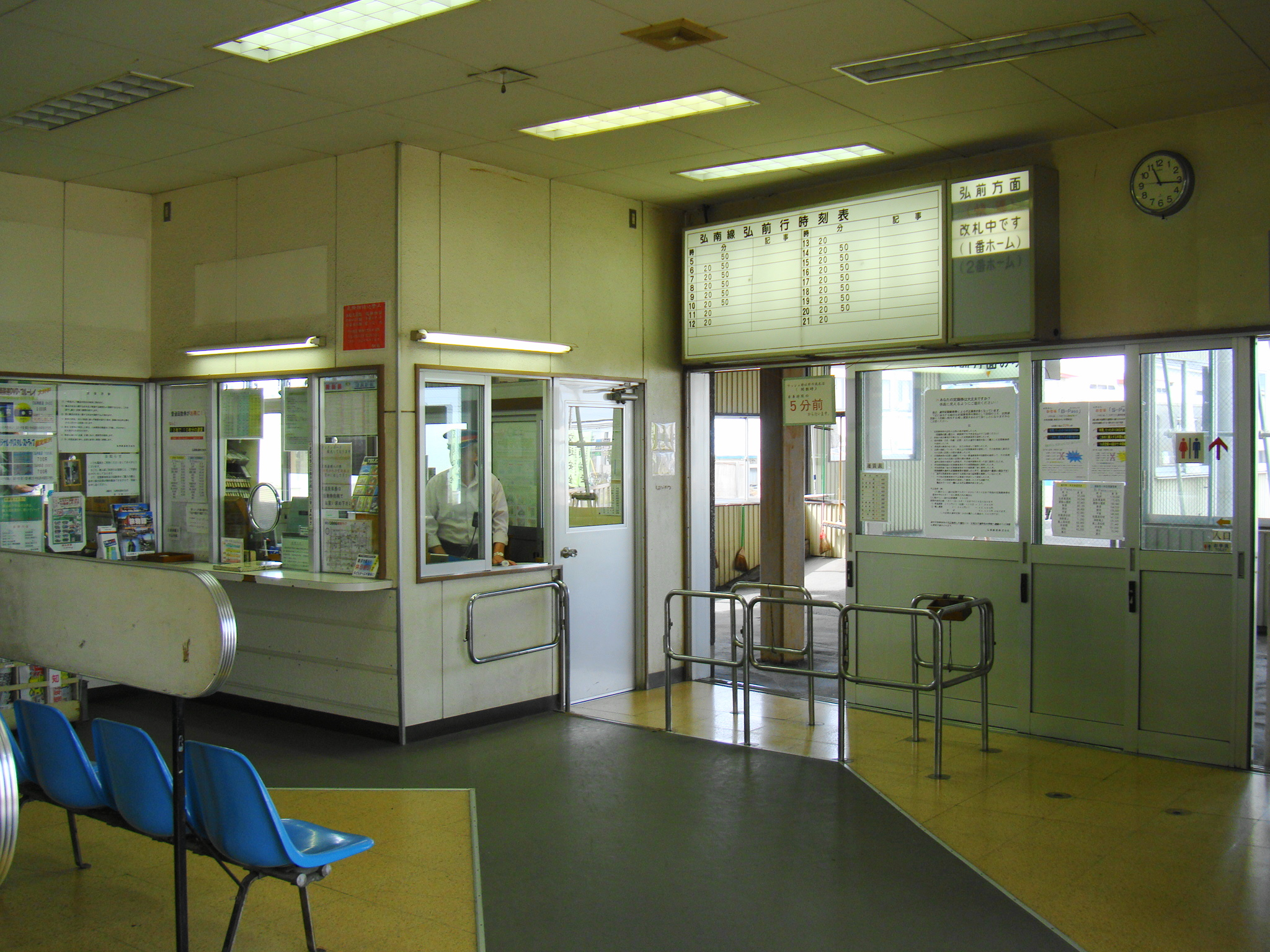
改札口・窓口
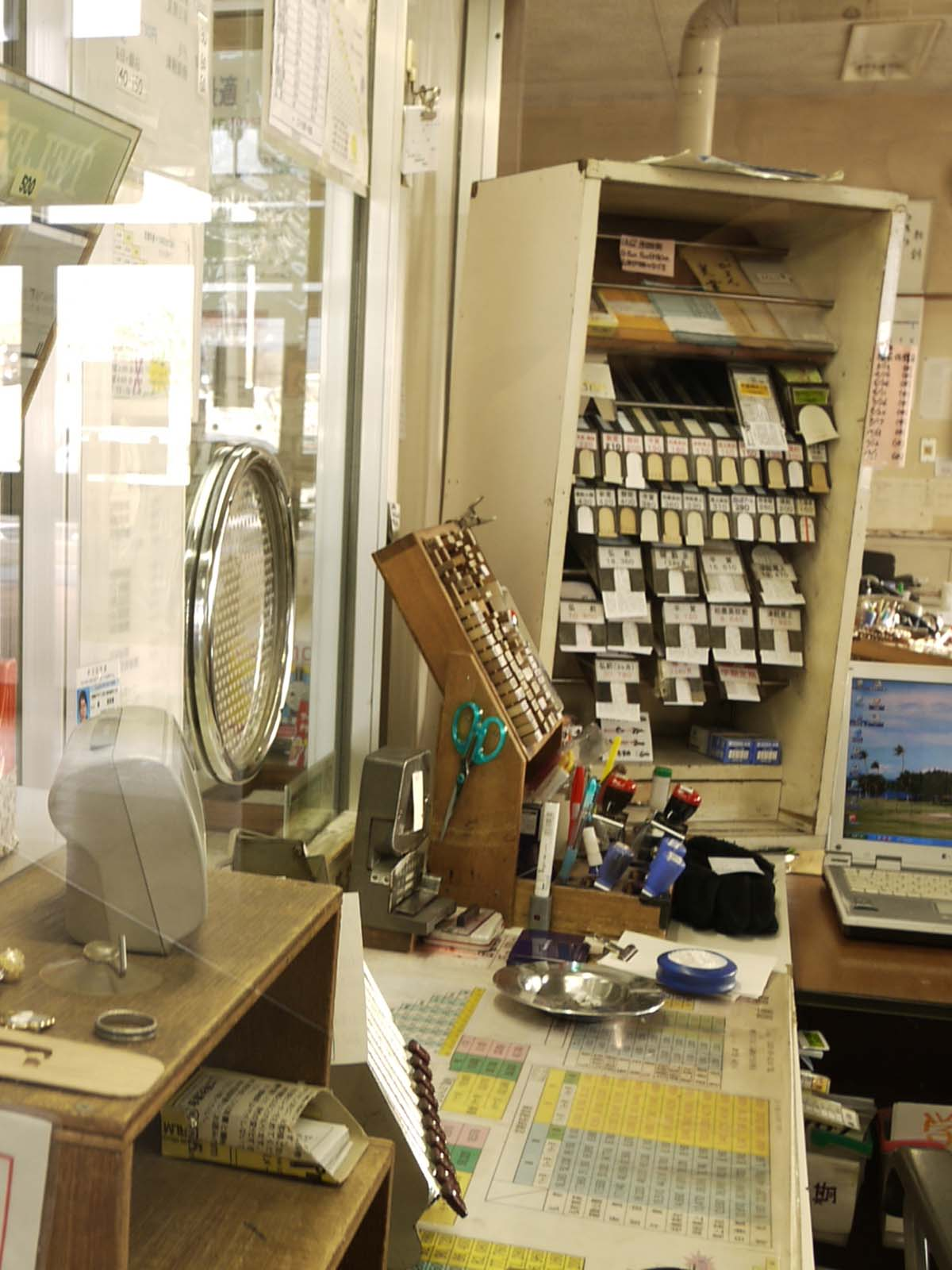
出札窓口
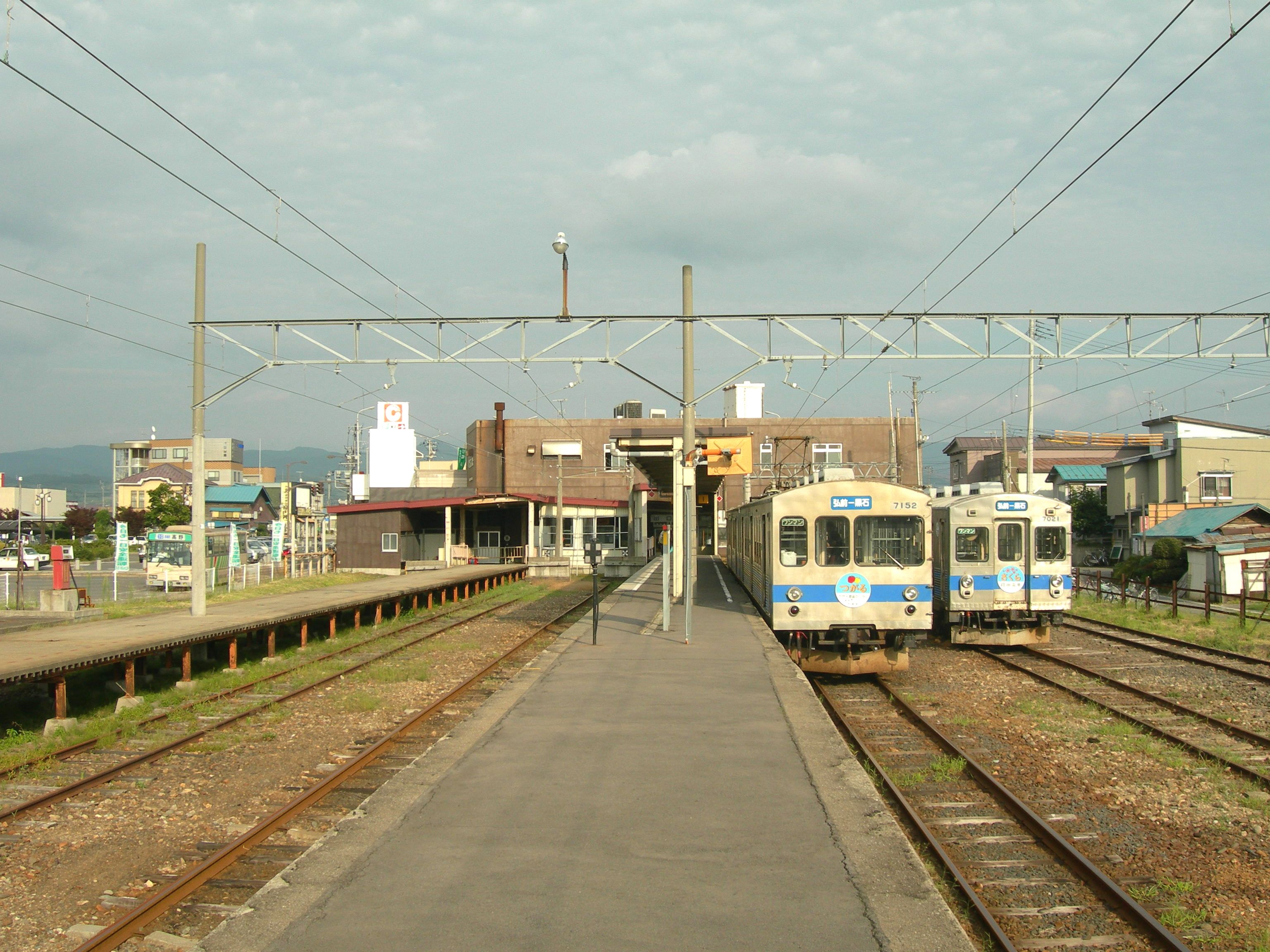
ホーム

## 利用状況
| 1日乗降人員推移 | 1日乗降人員推移 |
| 年度            | 1日平均人数     |
| --------------- | --------------- |
| 2011年          | 1,775           |
| 2012年          | 1,761           |
| 2013年          | 1,794           |
| 2014年          | 1,692           |
| 2015年          | 1,659           |
| 2016年          | 1,612           |
| 2017年          | 1,594           |

## 駅周辺
弘南鉄道は黒石駅に隣接する2千㎡余の土地を所有しており、この土地にコープあおもり黒石店（旧・弘南生協黒石店）があったが、赤字や老朽化等に伴い、2020年6月に閉店、同年12月中旬までに解体された。
- 青い森信用金庫黒石支店
- 青森みちのく銀行黒石支店
- 青森県立黒石高等学校
- 黒石市産業会館（黒石観光協会）
- 黒石市民文化会館（黒石公民館）
- 黒石市役所
- 黒石税務署
- 黒石郵便局
- 中町こみせ通り（重要伝統的建造物群保存地区：いわゆる「雁木造」の建物）
- スポカルイン黒石
- 津軽みらい農業協同組合黒石支店
- ハローワーク黒石
- 青森みちのく銀行黒石内町支店
- 御幸公園
- ユニバース黒石駅前店
- 青森県道270号黒石停車場線
  - 青森県道38号五所川原黒石線

## 弘南バス黒石駅前案内所

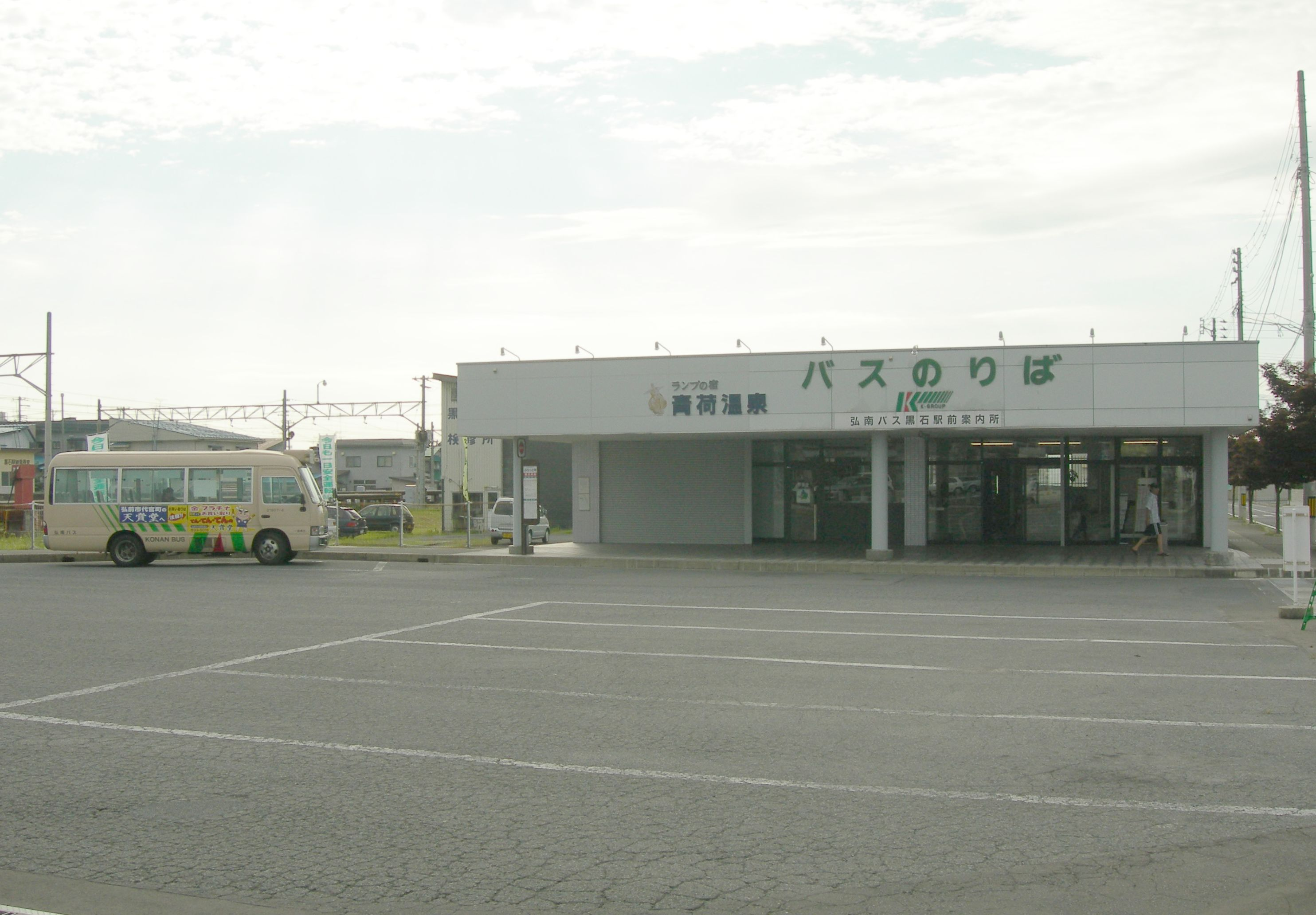
黒石駅前案内所

黒石駅前案内所（くろいしえきまえあんないしょ）は、黒石駅前にある弘南バスの案内所であった。
- 2023年4月11日より火曜日・木曜日を定休日として営業していた[9]が、5月10日で閉鎖した[10]。

### 停車路線
- 弘南バス
  - 青森 - 黒石線
  - 弘前 - 黒石・南高校線
  - 黒石 - 弘前線 （豊蒔・高田経由） 弘前・聖愛高校線
  - 黒石 - 板留 - 虹の湖公園線
  - 黒石 - 大川原線
  - 黒石 - 浪岡 - 高野線 （本郷経由）
  - 黒石 - 川部線
- 黒石市回遊バスぷらっと号
  - 厚生病院線
  - ちとせ線
  - アクロスプラザ線・右回り
  - アクロスプラザ線・左回り
  - 東線・右回り
  - 東線・左回り

### 構造
- 建物左側（線路側）は黒石観光協会が運営する黒石観光案内所、右側が黒石駅前案内所となっている。なお、以前黒石観光案内所が入居していた部分には弘南観光黒石営業所があったが、弘南バス旧本社一帯の区画整理が終了したため、2008年7月1日に弘南観光本社と統合する形で閉店した。

- 案内所内には出札窓口、待合室、自動販売機、トイレがある。
- 出札窓口営業時間内に限りバス入線・発車の際には案内放送がある。
- のりばは乗車用1・2番のりばがあり、黒石駅前に降車用停留所がある。乗車用のりばの指定なく、到着順の停車となる。
- 駅前ロータリーの一部は弘南バスの車両待機所となっている。
- 2023年2月より、ICカードのMegoIcaの黒石地区の販売拠点となっていた。

## その他
- 1983年に公開された映画「刑事物語2 りんごの詩」では、当時の国鉄黒石駅が登場した。

## 隣の駅
弘南鉄道
■弘南線
境松駅（KK 12） - 黒石駅（KK 13）
黒石線（1998年4月1日廃止、国鉄黒石線時も同じ）
前田屋敷駅 - 黒石駅